# Казаков Валерій Петрович
Валерій Петрович Казаков (рос. Вале́рий Петро́вич Казако́в; 11 липня 1934 року, с. Володимиро-Олександрівське (нині Партизанського району Приморського краю) — 6 серпня 2010) — російський радянський фізико-хімік. Член-кореспондент Академії наук СРСР (із 1990 року, член-кореспондент РАН із 1991).

## Біографія
Закінчив хімічний факультет Ленінградського державного університету в 1957 році. Після чого з 1959 по 1968 роки працював в Інституті теплофізики Сибірського відділення АН СРСР. У 1969 році перейшов на роботу в Інститут органічної хімії Башкирського наукового центру АН СРСР (нині Інститут органічної хімії Уфимського наукового центру РАН), де з 1970 року був завідувачем лабораторії хімічної фізики.
Одночасно у 1987—1993 роки був заступником голови Президії Башкирського наукового центру Уральського відділення РАН.
Основні наукові праці в галузі комплексних сполук золота, платини, радіолюмінісценції розчинів важких металів, хемолюмінесценції та люмінесценції кристалів, твердофазних низькотемпературних хімічних реакцій, хімії сполук ксенону.
Автор понад 490 наукових праць, 22 винаходів, автор і співавтор шести монографій, під його керівництвом підготовлено шість докторів і 25 кандидатів наук.

## Наукові праці
- В. П. Казаков. Хемилюминесценция уранила, лантаноидов и d-элементов. 176 с, М. Наука 1980
- В. П. Казаков, Г. Л. Шарипов. Радиолюминесценция водных растворов. Отв. ред. Р. Ф. Васильев; АН СССР, 135 с, М. Наука 1986
- С. В. Лотник, В. П. Казаков. Низкотемпературная хемилюминесценция. Отв. ред. Р. Ф. Васильев; АН СССР, 174 с, М. Наука 1987
- С. В. Лотник, В. П. Казаков. Нефарадеевский электролиз, 34 с, Препр. Уфа Б. и. 1988
- Г. Л. Шарипов, В. П. Казаков, Г. А. Толстиков. Химия и хемилюминесценция 1,2-диоксетанов. 288 с, М. Наука, 1990 ISBN 5-02-001327-7
- Р. Г. Булгаков, В. П. Казаков, Г. А. Толстиков. Хемилюминесценция металлоорганических соединений. 220 с., М. Наука, 1989 ISBN 5-02-001374-9

## Нагороди
- Медаль ордена «За заслуги перед Вітчизною» II ступеня (2002) — за заслуги в науковій та педагогічній діяльності та багаторічну роботу[2]